# Tetramorium salwae
Tetramorium salwae is een mierensoort uit de onderfamilie van de Myrmicinae. De wetenschappelijke naam van de soort is voor het eerst geldig gepubliceerd in 2001 door Mohamed, Zalat, Fadl, Gadalla & Sharaf.